# Associazione Calcio Vicenza 1952-1953
Questa voce raccoglie le informazioni riguardanti l'Associazione Calcio Vicenza nelle competizioni ufficiali della stagione 1952-1953.

## Rosa
| N. |                   | Ruolo | Calciatore       |
| -- | ----------------- | ----- | ---------------- |
|    | Italia (bandiera) | D     | Mario Caciagli   |
|    | Italia (bandiera) | C     | Edoardo Dal Pos  |
|    | Italia (bandiera) | C     | Giovanni Fabris  |
|    | Italia (bandiera) | D     | Giuseppe Formica |
|    | Italia (bandiera) | A     | Edoardo Gamba    |
|    | Italia (bandiera) | D     | Attilio Gelli    |
|    | Italia (bandiera) | C     | Roberto Lerici   |
|    | Italia (bandiera) | A     | Italo Marra      |
|    | Italia (bandiera) | C     | Luigi Menti      |
|    | Italia (bandiera) | A     | Sergio Milan     |

| N. |                   | Ruolo | Calciatore            |
| -- | ----------------- | ----- | --------------------- |
|    | Italia (bandiera) | C     | Loris Mora            |
|    | Italia (bandiera) | D     | Omero Moscheni        |
|    | Italia (bandiera) | A     | Elio Onorato          |
|    | Italia (bandiera) | C     | Carmine Renzulli      |
|    | Italia (bandiera) | C     | Mario Rodella         |
|    | Italia (bandiera) | C     | Alfonso Santagiuliana |
|    | Italia (bandiera) | P     | Enzo Sartori          |
|    | Italia (bandiera) | A     | Sergio Vergazzola     |
|    | Italia (bandiera) | P     | Giuseppe Zoppei       |
|    | Italia (bandiera) | D     | Giobatta Zoppelletto  |

## Risultati

### Campionato

#### Girone di andata
| 14 settembre 1952 1ª giornata | Genoa | 3 – 1 | Vicenza |  |

| 21 settembre 1952 2ª giornata | Vicenza | 1 – 1 | Catania |  |

| 7 dicembre 1997 3ª giornata | Vicenza | 4 – 1 | Salernitana |  |

| 5 ottobre 1952 4ª giornata | Lucchese | 1 – 1 | Vicenza |  |

| 7 gennaio 1968 5ª giornata | L.R. Vicenza | 0 – 0 | Piombino |  |

| 19 ottobre 1952 6ª giornata | Padova | 0 – 1 | Vicenza |  |

| 14 settembre 1947 7ª giornata | Vicenza | 0 – 0 | Marzotto Valdagno |  |

| 21 ottobre 1962 8ª giornata | Verona | 0 – 1 | L.R. Vicenza |  |

| 16 novembre 1952 9ª giornata | Vicenza | 2 – 0 | Modena |  |

| 23 novembre 1952 10ª giornata | Cagliari | 1 – 0 | Vicenza |  |

| 30 novembre 1952 11ª giornata | Brescia | 1 – 0 | Vicenza |  |

| 7 dicembre 1952 12ª giornata | Vicenza | 2 – 0 | Fanfulla |  |

| 14 dicembre 1952 13ª giornata | Messina | 2 – 0 | Vicenza |  |

| 21 dicembre 1952 14ª giornata | Siracusa | 2 – 0 | Vicenza |  |

| 7 gennaio 1996 15ª giornata | Vicenza | 1 – 0 | Treviso |  |

| 11 gennaio 1953 16ª giornata | Vicenza | 0 – 0 | Legnano |  |

| 18 gennaio 1953 17ª giornata | Monza | 2 – 0 | Vicenza |  |

#### Girone di ritorno
| 25 gennaio 1953 18ª giornata | Vicenza | 2 – 1 | Genoa |  |

| 1º febbraio 1953 19ª giornata | Catania | 2 – 1 | Vicenza |  |

| 8 febbraio 1953 20ª giornata | Salernitana | 3 – 0 | Vicenza |  |

| 15 febbraio 1953 21ª giornata | Vicenza | 3 – 1 | Lucchese |  |

| 22 febbraio 1953 22ª giornata | Piombino | 2 – 2 | Vicenza |  |

| 1º marzo 1953 23ª giornata | Vicenza | 2 – 0 | Padova |  |

| 8 marzo 1953 24ª giornata | Marzotto Valdagno | 2 – 0 | Vicenza |  |

| 15 marzo 1953 25ª giornata | Vicenza | 1 – 1 | Verona |  |

| 22 marzo 1953 26ª giornata | Modena | 3 – 0 | Vicenza |  |

| 29 marzo 1953 27ª giornata | Vicenza | 3 – 3 | Cagliari |  |

| 5 aprile 1953 28ª giornata | Vicenza | 0 – 0 | Brescia |  |

| 12 aprile 1953 29ª giornata | Fanfulla | 3 – 2 | Vicenza |  |

| 19 aprile 1953 30ª giornata | Vicenza | 2 – 2 | Messina |  |

| 3 maggio 1953 31ª giornata | Vicenza | 1 – 1 | Siracusa |  |

| 10 maggio 1953 32ª giornata | Treviso | 1 – 2 | Vicenza |  |

| 24 maggio 1953 33ª giornata | Legnano | 1 – 0 | Vicenza |  |

| 31 maggio 1953 34ª giornata | Vicenza | 3 – 3 | Monza |  |

## Statistiche

### Statistiche di squadra
| Competizione | Punti | In casa | In casa | In casa | In casa | In casa | In casa | In trasferta | In trasferta | In trasferta | In trasferta | In trasferta | In trasferta | Totale | Totale | Totale | Totale | Totale | Totale | DR |
| Competizione | Punti | G       | V       | N       | P       | Gf      | Gs      | G            | V            | N            | P            | Gf           | Gs           | G      | V      | N      | P      | Gf     | Gs     | DR |
| ------------ | ----- | ------- | ------- | ------- | ------- | ------- | ------- | ------------ | ------------ | ------------ | ------------ | ------------ | ------------ | ------ | ------ | ------ | ------ | ------ | ------ | -- |
| Serie B      | 32    | 17      | 7       | 10      | 0       | 27      | 14      | 17           | 3            | 2            | 12           | 11           | 29           | 34     | 10     | 12     | 12     | 38     | 43     | -5 |

### Statistiche dei giocatori
| Giocatore        | Serie B  | Serie B |
| Giocatore        | Presenze | Reti    |
| ---------------- | -------- | ------- |
| M. Caciagli      | 32       | 1       |
| E. Dal Pos       | 28       | 1       |
| G. Fabris        | 23       | 6       |
| G. Formica       | 27       | 0       |
| E. Gamba         | 5        | 0       |
| A. Gelli         | 14       | 0       |
| R. Lerici        | 34       | 9       |
| I. Marra         | 27       | 5       |
| L. Menti         | 1        | 0       |
| S. Milan         | 1        | 0       |
| L. Mora          | 31       | 2       |
| O. Moscheni      | 1        | 0       |
| E. Onorato       | 25       | 1       |
| C. Renzulli      | 21       | 3       |
| M. Rodella       | 1        | 0       |
| A. Santagiuliana | 31       | 1       |
| E. Sartori       | 33       | -43     |
| S. Vergazzola    | 33       | 9       |
| G. Zoppei        | 1        | 0       |
| G. Zoppelletto   | 5        | 0       |